# Hoppo

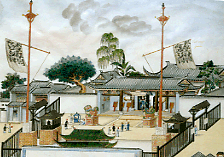
La dogana e il quartier generale del Hoppo a Canton (1850).

Hoppo è l'acronimo anglofono con cui s'indicò, dal XVIII secolo, l'Amministratore delle dogane cantonali (zh. 粵海關部T, 粤海关部S, Yuèhǎi GuānbùP), il funzionario imperiale della dinastia Qing (1636–1912), di base a Canton, incaricato di controllare la navigazione, riscuotere i dazi e mantenere l'ordine tra i commercianti all'interno e intorno al Delta del Fiume delle Perle dal 1685 al 1904.
Inizialmente, lo Hoppo fu sempre un manciù ed un booi aha dei Qing, nominato personalmente dall'imperatore, non uno dei funzionari-letterati selezionati tramite gli esami imperiali che solitamente occupavano gli uffici della burocrazia imperiale. Direttamente legato all'imperatore ed del Dipartimento della Casa Imperiale, ci si aspettava che lo Hoppo inviasse le entrate direttamente alla Corte scansando i normali canali burocratici. Queste designazioni ad hoc s'allentarono dopo la metà del XVIII secolo, quando cioè l'imperatore Qing Qianlong istituì il c.d. "Sistema di Canton" che circoscrisse a Canton il fiorente commercio estero con gli europei, affidandolo ad una corporazione (il Cohong) d'intermediari finanziari cinesi (gli Hong) direttamente responsabile anche di gestire la presenza fisica dei "barbari" (i.e. i rappresentanti delle compagnie privilegiate come la EIC) collocati in un quartiere/ghetto extra-urbano passato alla storia come le "Tredici fattorie". La regolamentazione del lucroso commercio tra i monopoli di entrambe le parti diede al Hoppo un ampio margine di manovra nel fissare e riscuotere tariffe e commissioni, che erano sostanziali, e le soprattasse aggiuntive, le tangenti e le tasse consuete gli permisero di inviare somme ancora più consistenti a Pechino.
Con la crescita del traffico di oppio tra la fine del XVIII e l'inizio del XIX secolo, lo Hoppo si trovò intrappolato tra richieste contrastanti. Il Parlamento britannico aveva (1824) chiuso il monopolio della EIC sui traffici con l'Oriente, sguinzagliando commercianti bramosi di libero scambio e tariffe fisse e basse. La corte manciù, per parte sua, s'aspettava che lo Hoppo controllassero i commercianti stranieri, fermasse il contrabbando, stroncasse lo spaccio di oppio, seguitando ad inviare sostanziali entrate a Pechino! Le obiezioni straniere al monopolio e le sue imposizioni irregolari furono tra le cause della Prima guerra dell'oppio (1839–1842). Il Trattato di Nanchino (1842) pose fine al Sistema di Canton ma lo Hoppo fu abolito solo nel 1904 come parte delle "Nuove politiche" con cui gli ultimi ministri Qing tentarono di salvare la dinastia.
La parola "Hoppo" è l'inglese pidgin cinese. Alcuni hanno ipotizzato che derivi da Hu Bu (zh. 戶部T, 户部S, Hu BùP, lett. "Ministero delle entrate") ma lo Hoppo non aveva alcun legame con detto istituto e tale attribuzione risulta ad oggi abbastanza forzata.

## Etimologia
La parola "hoppo" è un pidgin anglo-cinese che alcuni hanno ipotizzato derivare da 戶部T, 户部S, Hu BùP, lett. "Ministero delle entrate" ma lo storico Jacques Downs afferma che l'origine della parola è sconosciuta, poiché gli Hoppo non avevano alcun legame con detto Ministero ed inviavano le entrate direttamente alla Casa Imperiale, due uffici della Corte Qing i cui interessi erano antagonisti. Henry Yule e A.C. Burnell, nel loro Hobson-Jobson Glossary of Anglo-Chinese Words, notano che il termine «si dice che sia una corruzione di Hoo poo [Hubu]» e che Samuel Wells Williams fornisce un «resoconto diverso» ma che «nessuno dei due dà molte soddisfazioni.»

## Storia

### Origini e funzioni dell'ufficio (1685–1759)

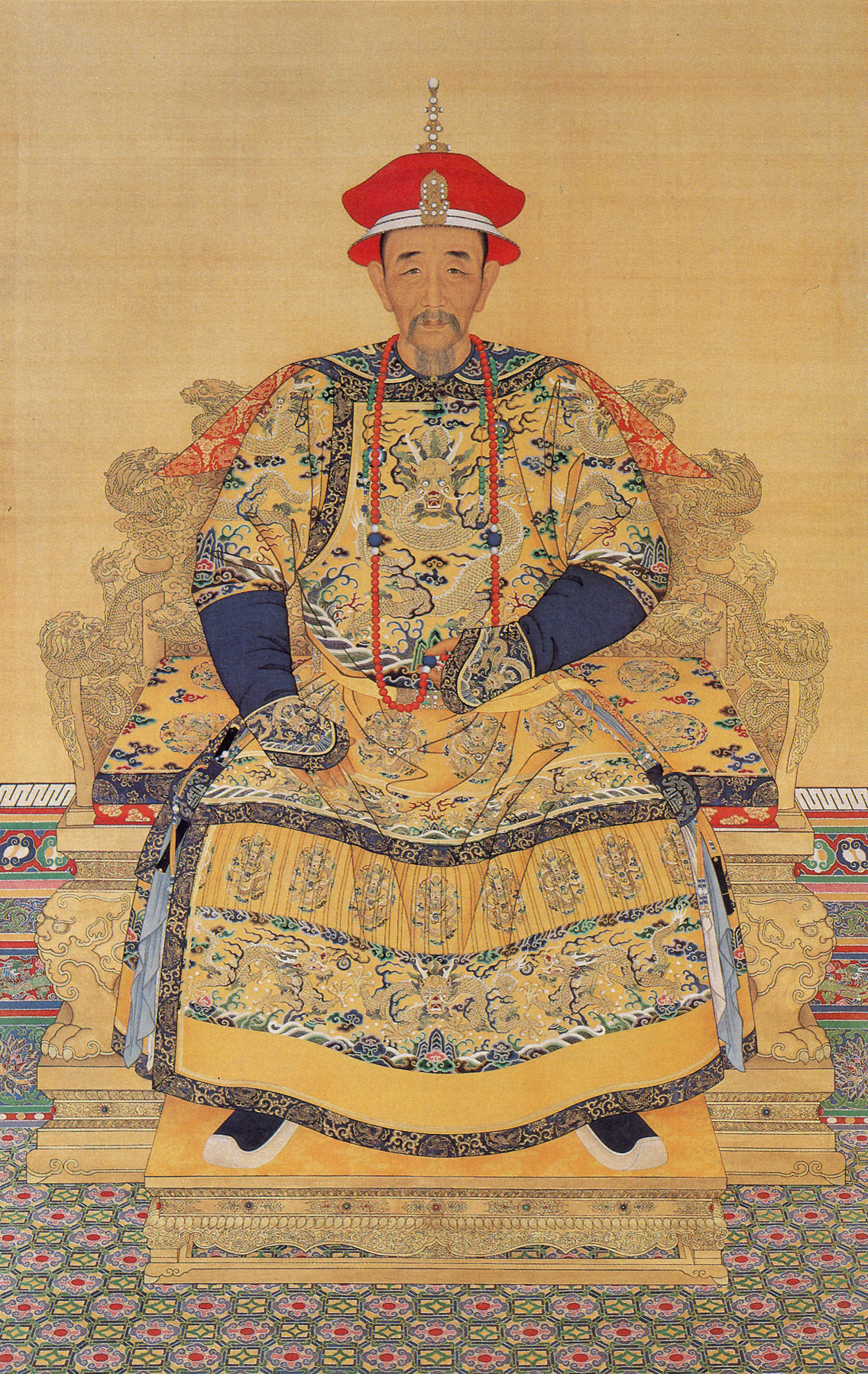
L'imperatore Qing Kangxi (r. 1661–1722), creatore del Hoppo.

La carica di Amministratore delle dogane cantonali (zh. 粵海關部T, 粤海关部S, Yuèhǎi GuānbùP), poi noto al mondo anglofono come Hoppo, fu istituita nel 1685, quando l'imperatore Qing Kangxi (r. 1661–1722) aveva da poco ultimato la conquista della Cina del Sud e debellato i Ming Meridionali (南明S, Nán MíngP), strascico della dinastia Ming (1368–1644) cui i Manciù avevano strappato la Cina (v.si Transizione tra Ming e Qing). La lotta s'era declinata anche nel ricorso al 海禁T, HaijinP, lett. "Bando [del] mare", una misura di restrizione del commercio marittimo per scongiurare il rischio di sbarchi nemici ma, dopo la riconquista di Taiwan (1683), Kangxi si sentì abbastanza sicura da riaprire i grandi porti della costa meridionale cinese, da secoli snodi nevralgici del ricco commercio che collegava l'Insulindia, il Mar cinese, l'Oceano Indiano, il Mar Rosso ed il Golfo Persico.
Amministratori delle dogane portuali furono pertanto nominati in tutti i grandi porti della Cina: Canton ma anche Macao, Fujian, ecc. Inizialmente, l'imperatore nominò solo dei manciù a tale ufficio, poiché diretti dipendenti dal clan imperiale e quindi ritenuti più fedeli ed affidabili. La possibilità di riscuotere entrate non si limitava alla quota fiscale fissata nei regolamenti ufficiali, cifra determinata dal numero di navi straniere in arrivo al porto, comprendendo infatti anche quote non ufficiali ed ulteriori estrazioni, ciascuna delle quali era all'incirca pari alla quota regolare. La quota regolare veniva inviata al tesoro provinciale ma la quota extra e le esazioni venivano inviate direttamente al Dipartimento della Casa Imperiale, controllato dal clan imperiale, ed era quindi doppiamente importante, per i Qing, potersi fidare dei loro esattori.
Gli Hoppo, chiaramente, incontrarono resistenze da ogni parte. Nel caso specifico di Canton: per parte cinese, gli intermediari finanziari (Hong), gli unici autorizzati al contatto con i mercanti "barbari" reggevano i cordini dell'attività di import-export da generazioni, potevano sopravvivere a qualsiasi singolo Hoppo, era radicati nel contesto socio-politico locale ed erano il veicolo di raccolta dei dazi e dei balzelli attesi a Pechino; per parte europea, le compagnie commerciali (es. la Compagnia britannica delle Indie Orientali "EIC", la Compagnia olandese delle Indie Orientali "VOC", la Compagnia svedese delle Indie Orientali, ecc.), già costrette a pagare in madrepatria per il loro monopolio, volevano massimizzare i profitti e speravano che lo Hoppo mantenesse un basso profilo.
Kangxi aveva diviso il commercio costiero in tre tipologie: (i) commercio interno, compreso il commercio con altri porti su e giù per la costa; (ii) commercio con il Sud-est asiatico; e (iii) commercio con le potenze europee. Temendo che gli Hoppo ammassassero troppo potere, l'imperatore permise agli Hoppo d'occuparsi solo del commercio europeo, sebbene questo si rivelò essere il più redditizio e, a metà del XVIII secolo, quello in più rapida crescita. Il Viceré di Guangdong e Guangxi, che aveva potere su due province, poteva rimanere in carica per un decennio ed era un cinese Han, cercò di minare il potere degli Hoppo e di avocare a sé la lucrosa riscossione delle tasse commerciali. Il posto degli Hoppo nella struttura burocratica cambiò più volte nel logorante tentativo di equilibrare il rapporto tra lo Yuèhǎi Guānbù ed il Governatore: un funzionario servì sia come viceré sia come Hoppo; gli Hoppo furono raddoppiati; l'ufficio scomparve e le sue funzioni furono svolte da funzionari provinciali; infine, nel 1750, il viceré fu nominato Hoppo anche se c'era già un Hoppo in carica. Nel 1761, la corte rese nuovamente lo Yuèhǎi Guānbù un ufficio a sé, anche se con meno potere e non più riservato ai soli Manciù, per meglio gestire l'enorme afflusso di contanti da Canton che i recenti sviluppi avevano generato.

### Il Sistema di Canton (1759–1842)

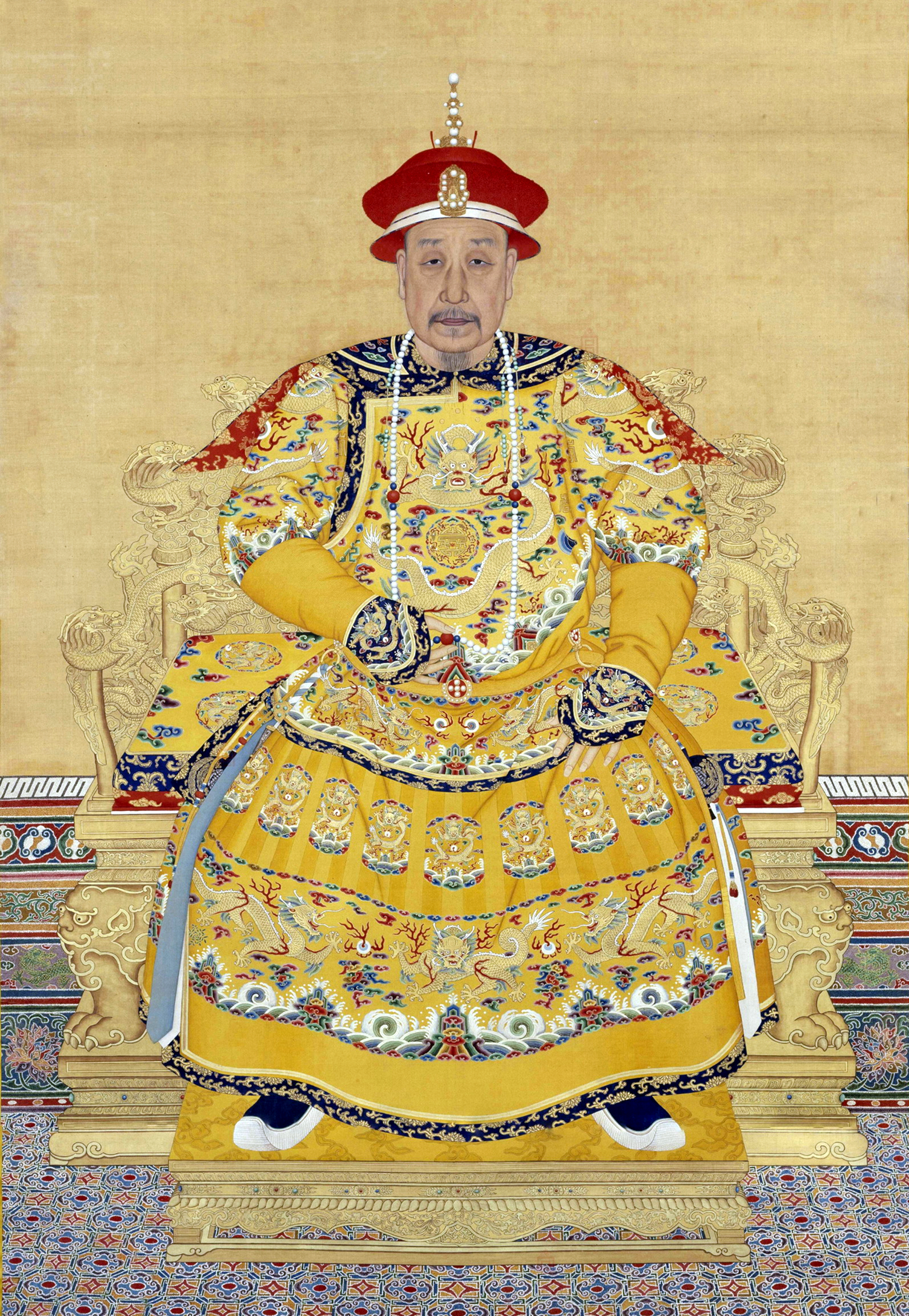
L'imperatore Qing Qianlong (r. 1735–1796), sotto il cui regno venne formalizzato il Sistema di Canton.

Gli Hoppo divennero infatti centrali nelle relazioni commerciali della Cina con l'Europa dopo il 1756, quando l'imperatore Qing Qianlong (r. 1735–1796) creò il celebre Sistema di Canton che limitò il commercio europeo alla sola Canton e garantì il monopolio degli affari con gli stranieri alla corporazione Hong passata alla storia come "Cohong". Il controllo delle relazioni tra questi due monopoli, le compagnie straniere ed il Cohong, rese la posizione di Hoppo redditizia e perciò di difficile ottenimento: un aspirante doveva corrompere funzionari influenti anche solo per entrare nella rosa dei candidati, ricompensarli per la sua nomina e pagarli nuovamente a fine mandato per poter restare entro i ranghi della burocrazia destinata ad incarichi di rilievo. La carica di Yuèhǎi Guānbù durava poi solo tre anni, durante i quali il funzionario cercava di ammassare quanta più ricchezza possibile per rientrare delle spese. Si stima che lo Hoppo inviasse a Pechino circa un milione di tael all'anno ma il suo reddito personale potrebbe essere stato dieci o più volte superiore, forse 11 milioni di tael. Inoltre, le entrate commerciali cantonesi nel XVIII secolo aumentarono fino al 300%, la maggior parte negli anni 1790.

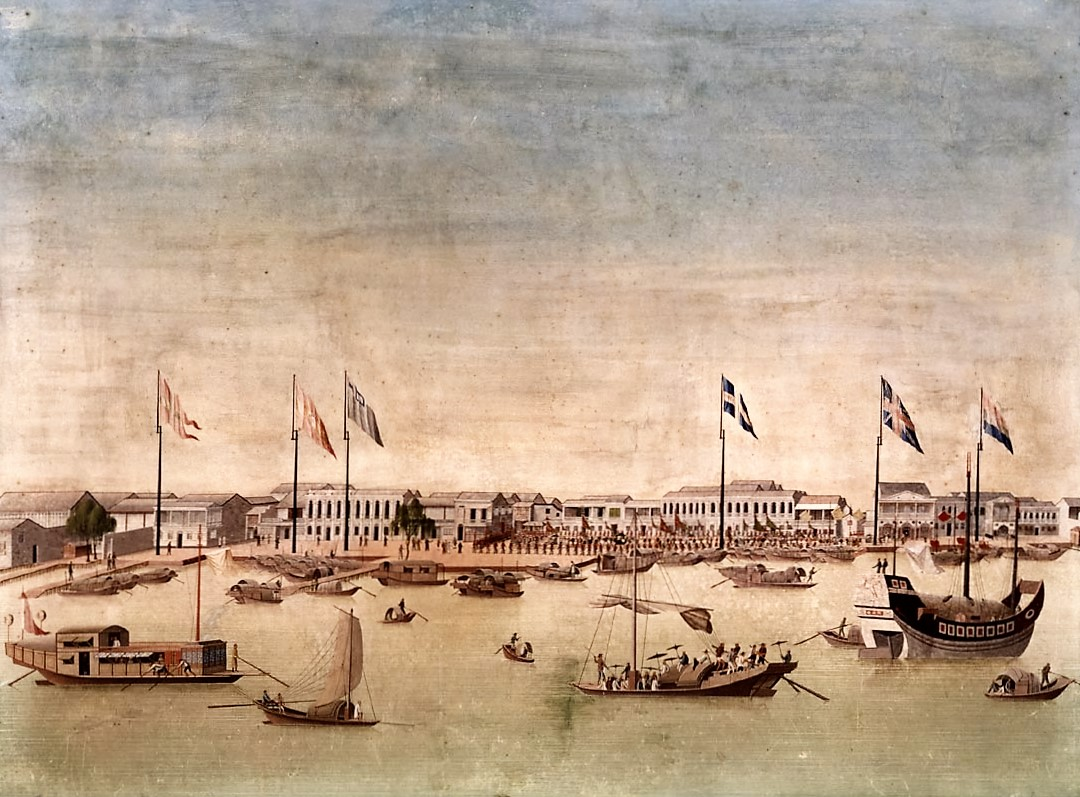
L'Hoppo ritorna in barca da una chiamata ufficiale alla Compagnia delle Indie Orientali

Il potere e la responsabilità per tutti gli aspetti del commercio estero erano nelle mani degli Hoppo.

I suoi ufficiali incontrarono ogni nave quando arrivava a Whampoa, il punto di sbarco a valle di Canton del Fiume delle Perle, dove ogni nave doveva obbligatoriamente assumere un linguista cinese tra i ranghi del Hoppo stesso come intermediario e interprete. Gli ufficiali doganali misuravano poi lunghezza e larghezza della nave per determinarne la capacità di carico e negoziare i pagamenti ad essa collegati, dopodiché fissavano l'appuntamento tra gli ufficiali della nave e lo Yuèhǎi Guānbù, spesso nella sua sala cerimoniale. Nei primi anni, gli Hoppo guidavano personalmente un corteo di anche quaranta o cinquanta giunche e sampan per condurre la cerimonia di misurazione, accompagnata da fuochi d'artificio, musica bandistica e, fino a quando ciò non fu giudicato troppo pericolosi (anni 1780), una salva di cannonate. In quel tempo, lo Yuèhǎi Guānbù elargiva anche doni impressionanti alle navi appena arrivate, come ad esempio due tori vivi, ma all'inizio del XIX secolo questi doni erano diventati una vuota formalità.
In parte a causa del "Cumshaw", cioè dei pagamenti informali che lo Hoppo sollecitava, i costi per entrare e uscire da Canton erano probabilmente i più alti del mondo. Lo Hoppo Book, il memoriale d'un commerciante straniero in visita a Canton nel 1753, elencava le tariffe e i pagamenti, ufficiali e non ufficiali, riscossi dai funzionari dogali cittadini, catalogati in cinque distinte tipologie:
- Dazio sull'importazione: pagabile secondo una tariffa fissa;
- Dazio sull'esportazione: da pagarsi anche per merci destinate ad un altro porto cinese, a una tariffa fissa ma con un surplus del 6%;
- Costi aggiuntivi sulle merci importate o esportate (es. il dazio da inviarsi a Pechino; spese per pesatori, linguisti e simili; ecc.) per un totale equivalente a quasi metà dell'ammontare complessivo dovuto;
- Dazio di misurazione; e
- il regalo per lo Hoppo![11]

Come l'imperatore che rappresentava, lo Hoppo era responsabile della vita morale e sociale delle persone nella sua giurisdizione. Gli Hoppo si prendevano pertanto cura dei mercanti di Canton e dei commercianti stranieri in questioni piccole quanto grandi: quando le provviste giornaliere fornite alle Tredici Fabbriche erano difettose, i mercanti stranieri si lamentavano con gli Hoppo; quando il rumore costante del taglio della legna infastidiva un commerciante, si lamentava con lo Hoppo; nel 1832, quando un commerciante britannico si arrabbiò per quello che riteneva fosse un cattivo trattamento, diede fuoco alla residenza degli Hoppo; ecc.
D'altra parte, quando l'imperatore, il viceré o il governatore desideravano controllare o castigare i commercianti europei, affidavano questo compito agli Hoppo che dicevano agli Hong d'insegnare ai loro partner "barbari" a «reprimere il loro orgoglio e la loro dissolutezza.» Nel 1759, ad esempio, agli albori del Sistema di Canton, l'interprete inglese James Flint sfidò la legge e le consuetudini cinesi e si recò a Tianjin, dove inviò un memoriale direttamente all'imperatore denunciando corruzione e illeciti a Canton; lo Hoppo fu ritenuto responsabile delle trasgressioni di Flint e fu immediatamente licenziato, mentre Flint fu imprigionato a Macao per aver trasgredito l'editto imperiale.
Ancora più importante, nel XIX secolo, di fronte alla crisi causata dal forte aumento delle vendite di oppio e dal deflusso di argento, ci si aspettava che lo Hoppo mettesse in ginocchio i mercanti stranieri, mantenesse i flussi di entrate verso i suoi superiori e frenasse il contrabbando di oppio.

### Il commercio dell’oppio e la trasformazione delle relazioni
L'oppio fu introdotto precocemente in Cina e, nel 1483, veniva largamente consumato alla Corte degli imperatori Ming: es. l'imperatore Ming Wanli (r. 1563–1620) ne consumava quantità elevate. Il dilagare della tossicodipendenza aveva indotto l'imperatore Qing Yongzheng (r. 1723–1735), predecessore di Qianlong, a proibirne nel 1729 la vendita e l'uso salvo che a scopo terapeutico (un mercato, questo, nelle mani dei portoghesi di Macao).

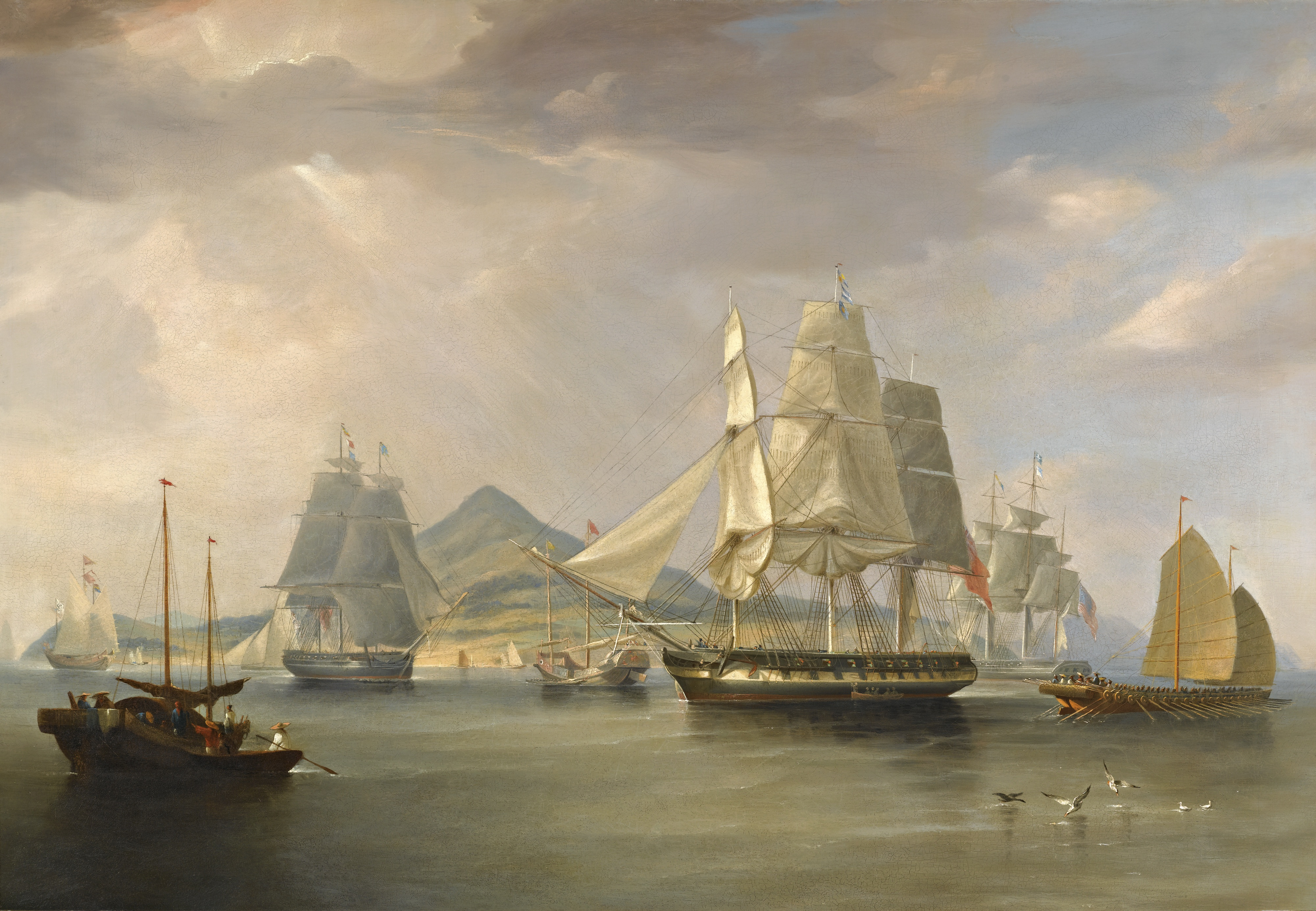
Le navi dell'oppio a Lintin - dipinto di William John Huggins (1824).

A causa del forte bisogno di argento nel commercio tra le potenze coloniali europee e i Qing di Canton e delle complicazioni alla fornitura d'argento causate dalla Rivoluzione americana, l'Impero britannico necessitava sostituire il metallo prezioso con altra valuta. La EIC risolse allora di utilizzare l'oppio prodotto nell'India britannica come un prezioso bene di scambio e il Cohong non si fece scrupolo di commerciare il narcotico. L’oppio indo-britannico si diffuse rapidamente nei mercati cinesi, essendo il narcotico tornato in auge presso le classi abbienti nonostante il proibizionismo, superando ampiamente l’argento come bene più scambiato tra i mercanti britannici e la dinastia Qing. Nonostante i numerosi editti di proibizione dell'oppio emanati dall'imperatore Qing Daoguang (r. 1820–1850) all'inizio del XIX secolo, il commercio occidentale su cui i mercanti Cohong costruivano il loro sostentamento ora era incentrato sulla droga, e come tale i mercanti partecipavano pesantemente al traffico di narcotici. All'interno della città di Canton, in cui il commercio occidentale rappresentava il centro della struttura economica, gli editti dell'Imperatore Qing ebbero scarso effetto sulla gerarchia commerciale e la corruzione tacitò i locali funzionari del Hoppo, a grande discapito del rispetto che l'ufficio ricopriva e che calò ulteriormente quando, dopo il 1834, il Parlamento britannico dichiarò il libero scambio e pose fine al monopolio della EIC, riversando così sulla Cina frotte di piccoli imprenditori commerciali desiderosi d'arricchirsi con i proventi della vendita di narcotici.
L'ufficio dello Hoppo si ritrovò in un dilemma. La corte contava su di lui per l'invio di entrate consuete ma gli imponeva di sopprimere l'oppio; i mercanti stranieri lo incolpavano sempre più per le barriere che li tenevano lontani da quello che consideravano il vasto mercato cinese e chiedevano tariffe basse e fisse piuttosto che i dazi fissati ad hoc nave per nave. La risposta fu perciò contraddittoria. Gli Yuèhǎi Guānbù tollerarono il contrabbando intorno a Canton perché temeva che un giro di vite avrebbe semplicemente forzato le operazioni altrove, interrotto il lucroso commercio di tè e cotone e interferito con il flusso dei pagamenti a Pechino. La collusione tra Hoppo e contrabbandieri di droga divenne così consolidata e reciprocamente redditizia che l'oppio poteva essere spedito direttamente a Canton invece d'essere venduto clandestinamente o immagazzinato a Whampoa. Lo Yuèhǎi Guānbù, in carica per soli tre anni, aveva pochi motivi per modificare lo status quo. Inoltre, il contrabbando d'oppio era efficacemente gestito da stranieri e Hong (anche la corruzione dei funzionari e del governatore stesso), senza che lo Hoppo, dovesse praticamente fare alcunché: da Lintin, piccola isola nell'estuario del Fiume delle Perle, infatti, i carichi di droga erano prelevati dalle navi straniere direttamente dal Cohong che li trasportava poi a Canton a loro spese tramite piccoli legni da cabotaggio, noti come "granchi veloci" o "draghi mobili".

La vaporiera della EIC Nemesis (dx) distrugge le giunche da guerra Qing nella Seconda battaglia di Chuenpi del 7 gennaio 1841.

Questo misto di tolleranza e collusione ebbe fine nel 1839, quando il viceré Lin Zexu arrivò a Canton con un nuovo e forte mandato imperiale per spazzare via il commercio dell’oppio innescando la Prima guerra dell'oppio (1839–1842). Durante gli scontri e le battaglie, gli Hoppo non avevano alcun potere sui commercianti stranieri né influenza su quelli cinesi. Dopo che gli inglesi sconfissero definitivamente i cinesi e, con il Trattato di Nanchino (1842), il primo dei c.d. "Trattati ineguali", imposero la fine del Sistema di Canton, ottennero le tariffe fisse e aprirono il commercio nei c.d. "Porti del Trattato", l'ufficio del Hoppo, inaspettatamente, sopravvisse.

### La fine
Entro la fine del XIX secolo, i funzionari doganali marittimi cinesi avevano perso gran parte della loro importanza a favore del nuovo servizio doganale marittimo imperiale. La posizione di Amministratore doganale di Canton, ancora chiamata colloquialmente "Hoppo" dagli inglesi, fu abolita solo nel 1904 come parte delle ultime riforme Qing. Sir Robert Hart, ispettore generale del servizio doganale, scrisse ad un amico «Hai visto che il vecchio posto di Hoppo a Canton è stato abolito? Questo è un buon passo e renderà possibile la riforma finanziaria a Canton.»

## Valutazione
Gli storici occidentali inizialmente fecero eco alle opinioni dei commercianti e dei diplomatici britannici che vedevano lo Hoppo come un ostacolo all'ingresso della Cina nell'era del libero scambio e dell'interscambio globale. Hosea Ballou Morse, il primo cronista delle relazioni estere della Cina, osservò acidamente che l'ufficio del Hoppo fu istituito «al fine di mungere il commercio più redditizio dell'impero e il titolare dell'incarico si deliziò dell'abbondante offerta del latte più ricco durante tutto il tempo in cui Canton godette del monopolio legale ed effettivo del commercio estero» e che «una parte dei suoi guadagni passò direttamente agli abitanti del palazzo imperiale, dal più alto della scala alle concubine e agli eunuchi.» Morse vedeva l'ufficio come un ostacolo al progresso «l'ufficio dell'Hoppo e una tariffa fissa non si armonizzavano, poiché il corretto adempimento dei doveri di un Hoppo dipendeva dall'entità del margine tra la riscossione delle entrate come dichiarata ufficialmente e quella somme effettivamente sottratte ai commercianti.» Austin Coates scrisse del «capriccio, dell'avidità e dell'ingiustizia degli Hoppo e dei suoi mandarini.»
Altri storici della fine del XX secolo furono meno solidali con le richieste e le spiegazioni straniere. Cheong Weng Eang, ad esempio, in un articolo del 1997, ha spiegato l'apparente inefficienza e l'evasione delle responsabilità di Hoppo come il modo in cui la burocrazia riesce a conciliare interessi diversi.

### Esplicative
1. ↑  Fairbank 1975 stimò che un milione di tael della Cina Qing equivalesse a circa 1,35 milioni di dollari degli anni '70 e che 11 milioni di tael equivalessero a 16 milioni di dollari degli anni '70. Per una contestualizzazione su valori attuali, si consideri che il sito web "Measuring Worth" calcola che i dollari degli anni '70 valessero da 3 a 10 volte i dollari del 2015.

### Bibliografiche
1. 1 2  (EN) I.S. Brunnert e V.V. Hagelstrom, Present Day Political Organization of China, Kelly and Walsh, 1912,  p. 413.
2. 1 2 3 4  Downs 2014, p. 24.
3. ↑  (EN) Henry Yule e A.C. Burnell, Hobson-Jobson: A Glossary of Colloquial Anglo-Indian Words and Phrases, and of Kindred Terms, Etymological, Historical, Geographical and Discursive[collegamento interrotto], a cura di William Crooke, 2. ed., Londra e Boston, Routledge & Kegan Paul, 1985  [1885 (1903)],  p. 426, ISBN 0710028865.
4. ↑  Torbert 1977, p. 99.
5. 1 2  Cheong 1997, pp. 199-208.
6. ↑  Cheong 1997, pp. 230-233.
7. ↑  Cheong 1997, pp. 230-231.
8. ↑  Fairbank 1975, p. 4.
9. ↑  Cheong 1997, pp. 231-232.
10. ↑  Van Dyke 2005, pp. 24-25.
11. ↑  Hirth 1882, pp. 222-223.
12. ↑  Morse 1910, pp. 108, 123-124, 129, 131 e 160.
13. ↑  Wills e Cranmer-Byng 2016, p.
14. ↑  (EN) W. Shurtleff e A. Aoyagi, History of Soy Sauce (160 CE To 2012), Soyinfo Center, 2012,  p. 1711, ISBN 9781928914440.
15. ↑  (EN) Zheng Yangwen, The Social Life of Opium in China, Cambridge: Cambridge University Press, 2005,  pp. 18-19, ISBN 0-521-84608-0.
16. 1 2 3  (EN) Frank Dikötter, Lars Peter Laamann, Zhou Xun, Narcotic Culture: A History of Drugs in China, C. Hurst & Co. Publishers, 2004,  pp. 32-45, ISBN 1-85065-725-4. URL consultato il 17 maggio 2017.
17. ↑  (EN) Bernstein, William J., A splendid exchange: how trade shaped the world, New York, Atlantic Monthly Press, 2008,  p. 286, ISBN 978-0-87113-979-5.
18. ↑  (EN) William T. Rowe, China's last empire : the great Qing, Belknap Press of Harvard University Press, 2009, ISBN 9780674036123, OCLC 648759723.
19. ↑  (EN) Peter Ward Fay,, The Opium War, 1840–1842: Barbarians in the Celestial Empire in the Early Part of the Nineteenth Century and the Way by Which They Forced the Gates Ajar, University of North Carolina Press, 1997  [1975].
20. 1 2  Fairbank 2006, pp. 198-200.
21. ↑  Van Dyke 2005, p. 132.
22. ↑  Morse 1910, p. 79.
23. ↑  (EN) Jonathan Porter, Imperial China, 1350–1900, Lanham, 2016, ISBN 9781442222922, OCLC 920818520.
24. ↑  (EN) The Colonial Wars Source Book Haythornthwaite, Philip J., Londra, 2000,  pp. 237-239, ISBN 1-84067-231-5.
25. ↑  (EN) Julia Lovell, The Opium War: Drug, Dreams and the Making of China, 2011.
26. ↑  (EN) Peter Ward Fay, Barbarians in the Celestial Empire in the Early Part of the Nineteenth Century and the War by Which They Forced Her Gates, University of North Carolina Press, 2000.
27. ↑  Fairbank 1975, p. 681 n. 3; 1337; 1423.
28. ↑  Morse 1910, p. 15.
29. ↑  Morse 1910, p. 34.
30. ↑  (EN) Austin Coates, Macao and the British, 1637-1842: Prelude to Hong Kong, Rist., Hong Kong University Press, 2009  [1966],  p. 55, ISBN 9789622090750.
31. ↑  Cheong 1997.

### Fonti
- (EN) Frederich Hirth, The Hoppo-Book of 1753, in Journal of the North China Branch of the Royal Asiatic Society, vol. 17, 1882,  pp. 221-235.

### Studi
- (EN) Weng Eang Cheong, The Hong Merchants of Canton: Chinese Merchants in Sino-Western Trade, 1684-1798, Richmond, Surrey, Curzon, 1997, ISBN 0700703616.
- (EN) Jacques M. Downs, The Golden Ghetto: The American Commercial Community at Canton and the Shaping of American China Policy, 1784-1844, Rist. Hong Kong University Press, Bethlehem, PA, Lehigh University Press, 2014  [1997], ISBN 0934223351.
- (EN) John King Fairbank, China: A New History, Cambridge, Mass., Belknap Press of Harvard University Press, 2006, ISBN 0674018281.
- (EN) John King Fairbank, Introduction, in The I. G. In Peking : Letters of Robert Hart, Chinese Maritime Customs, 1868-1907, Belknap Press of Harvard University Press, 1975, ISBN 0674443209.
- (EN) Hosea Ballou Morse, The International Relations of the Chinese Empire: The Period of Conflict, 1834- 1860, Londra e New York, Longmans, Green, 1910.
«The International Relations of the Chinese Empire»
- (EN) Preston Torbert, The Chʻing Imperial Household Department, Cambridge, MA, Harvard Univ Asia Center, 1977, ISBN 0674127617.
- (EN) Paul Arthur Van Dyke, The Canton Trade : Life and Enterprise on the China Coast, 1700-1845, Hong Kong e Londra, Hong Kong University Press, 2005, ISBN 9622097499.
- (EN) John Wills e John L. Cranmer-Byng, Ch'ing Relations with Maritime Europeans, in Willard Peterson (a cura di), The Ch'ing Dynasty to 1800, Part 2, Cambridge History of China, vol. 9, Cambridge University Press, 2016, ISBN 9780521243353.
- (EN) Liu Yang, The Dutch East India Company's Tea Trade with China: 1757-1781, 2007.